# 横地城
横地城（よこちじょう/よこじじょう）は、静岡県菊川市東横地にあった日本の城。別名金寿城。城跡は2004年（平成16年）9月30日に「菊川城館遺跡群」の一部として国の史跡に指定されている（菊川城館遺跡群は高田大屋敷遺跡と横地氏城館群で構成されており、横地城跡は後者に属する）。

## 概要
古くから当地を本領とし、『吾妻鑑』などにも登場し鎌倉時代には御家人、室町時代には奉公衆として幕府に仕えた名族横地氏によって築城された。創築年代は室町時代初期とされるが、15世紀半ば頃とも考えられている。牧ノ原台地から西側の菊川水系の平野部に伸びる丘陵上および谷地形を利用して造られており、その規模は東西400メートル×南北450メートルを測る。尾根の上部に「東の城」・「中の城」・「西の城」という三つの主要区画があり、大小の曲輪や堀切、土塁、竪堀などが残る。
駿河守護今川義忠と遠江守護斯波義廉の対立に際し、同族の勝間田氏と共に斯波氏方について挙兵するも、今川義忠に攻められ1476年（文明8年）に落城した。
現在も発掘調査が進められている。周辺一帯は御前崎遠州灘県立自然公園に指定されている。

## 歴史
- 室町時代初期 ‐ 横地太郎家長によって築城される。
- 1476年（文明8年） ‐ 今川義忠に焼き討ちされ落城。城主横地秀国が討死。

## 歴代城主
- 初代： 横地太郎家永（1052 - 1126）源頼義の子八幡太郎義家の落し子
- 2代： 横地太郎頼兼（1107 - 1142）横地系図の一族、次男は勝間田に住む
- 3代： 横地太郎長宗（1132 - 1176）保元の乱で後白河天皇方に味方し活躍
- 4代： 横地太郎長重（1162 - 1222）源義経に従い、源平合戦で功をあげた
- 5代： 横地太郎長直（1214 - 1276）幕府御家人として、御所奉公した
- 6代： 横地太郎師重（1235 - 1277）弓の名手で、鎌倉鶴岡八幡宮の弓始儀式を勤めた
- 7代： 横地太郎師長（1257 - 1307）従五位下、山城守として、反幕謀反に勲功
- 8代： 横地太郎長国（1279 - 1332）鎌倉住まい、笠置城攻めで功をあげた
- 9代： 横地太郎長則（1314 - 1361）北条氏滅亡、足利氏へ
- 10代： 横地太郎家長（1337 - 1409）従五位下、山城守青年武将（太平記）
- 11代： 横地太郎長豊（1383 - 1437）遠江守で、将軍の御供衆として京都に滞在
- 12代： 横地太郎長泰（1413 - 1439）永享の乱　箱根水呑戦で戦死
- 13代： 横地太郎長秀（1434 - 1494）足利義政に仕えたが、応仁の乱で敗北
- 14代： 横地太郎秀国（1465 - 1476）北条早雲の反今川攻撃により、転戦後討死
- 15代： 横地太郎元国（1505 - 1554）武田信虎を頼って甲斐国へ、再興ならず

## その他
- 横地氏は全国の横地姓のルーツであるといわれている。
- 横地城を攻略した今川義忠はその帰路に遠江国塩買坂で、横地の残党に襲われ討死。
- 勝間田城（静岡県牧之原市）城主の勝間田氏は横地氏の分家。
- 近くにある「金玉落としの谷」は珍地名として知られる。